# مارك دوفور
مارك دوفور (بالإنجليزية: Marc Dufour)‏ (و. 1941 – 2015 م) هو لاعب هوكي الجليد، من كندا، ولد في تروا ريفيير، توفي في تروا ريفيير، عن عمر يناهز 74 عاماً.

## روابط خارجية
- مارك دوفور على موقع دوري الهوكي الوطني (الإنجليزية)
- مارك دوفور على موقع EliteProspects.com (الإنجليزية)
- مارك دوفور على موقع HockeyDB.com (الإنجليزية)
- مارك دوفور على موقع Hockey-Reference.com (الإنجليزية)